# Compañía de Tranvías y Ferrocarriles de Valencia

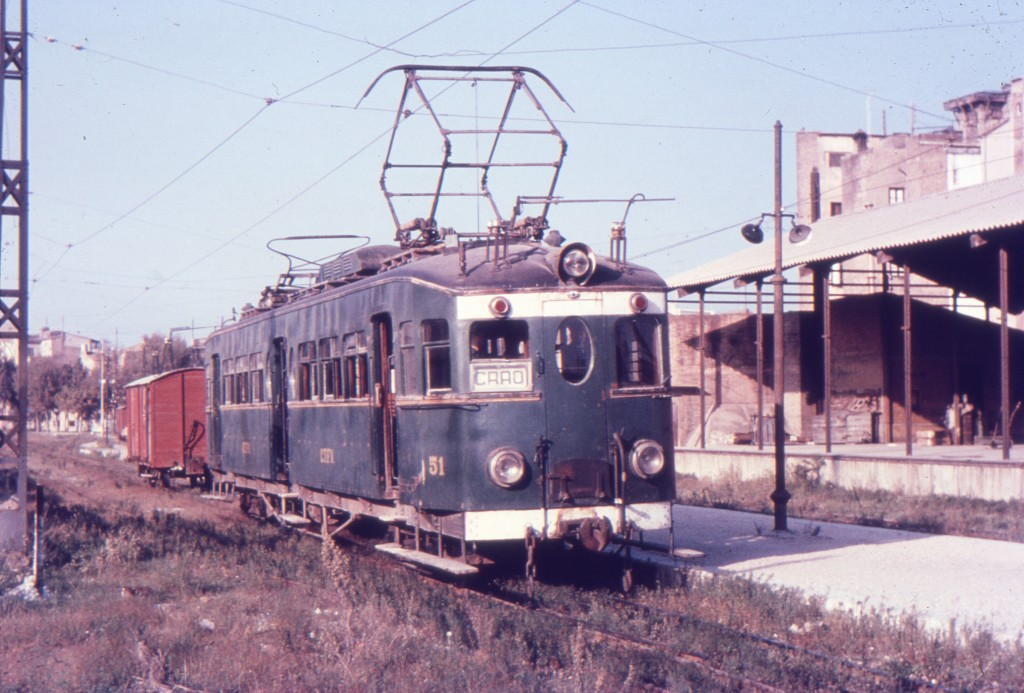
Antiguo coche de la CTFV.

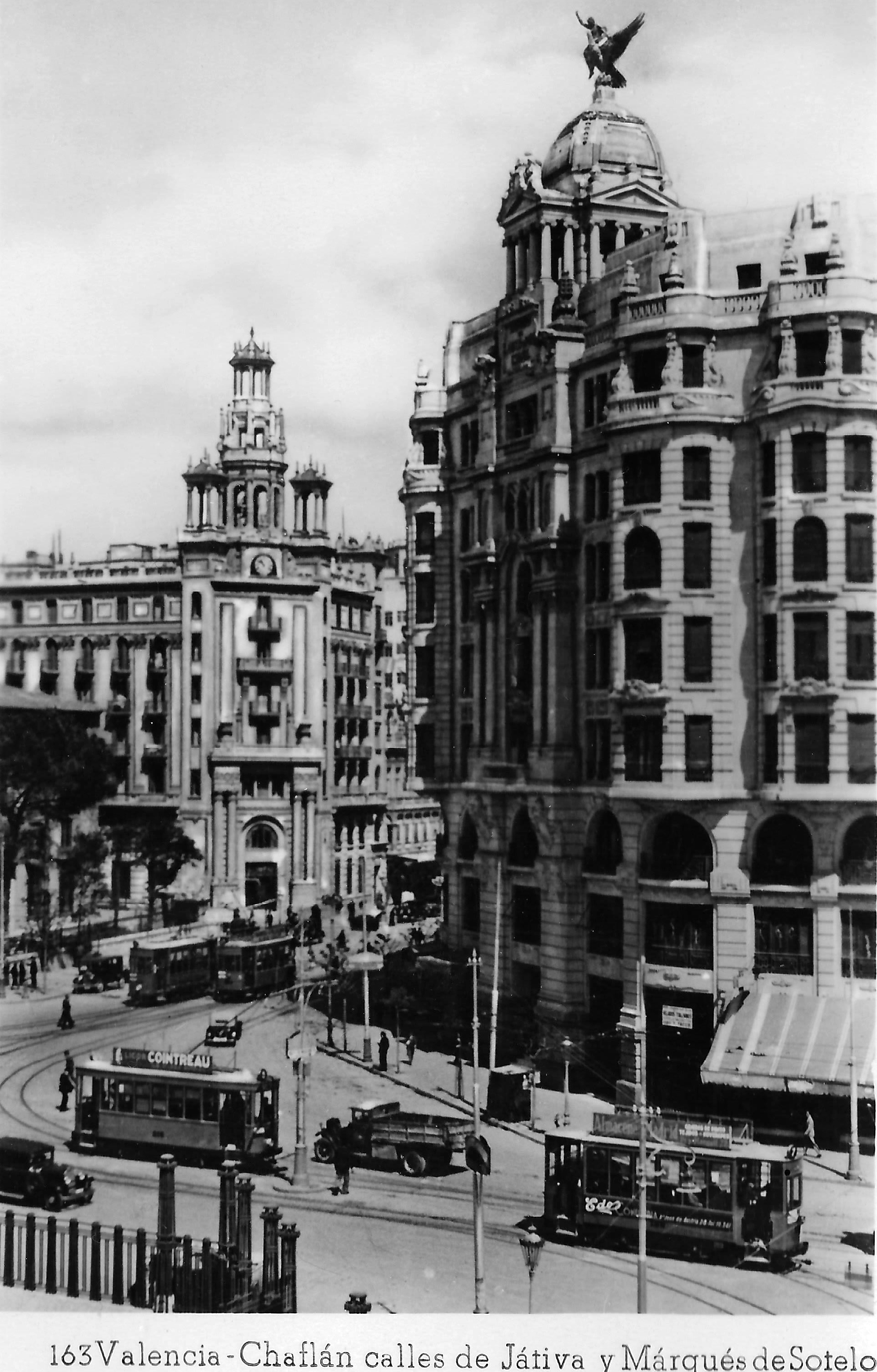
Tranvía en Valencia en los años 1930.

La Compañía de Tranvías y Ferrocarriles de Valencia se creó en 1917 a partir de la fusión de la Sociedad Valenciana de Tranvías y la Compagnie Génerale des Tramways de Valence (Espagne) Société Lyonnaise dedicada a la explotación de los tranvías urbanos de la ciudad de Valencia y conocida popularmente como la Lionesa. Dicha fusión se debió a los problemas de pago de impuestos de esta última ya que se trataba de una compañía extranjera.
La nueva compañía (rebautizada popularmente como cacaus, tramussos, faves i vi, cacahuetes, altramuces, habas y vino en valenciano) fue la encargada de gestionar los ferrocarriles de vía estrecha de la ciudad de Valencia durante cuarenta y siete años ya que en 1924 absorbió a la Sociedad de carbones minerales de Dos Aguas y del Ferrocarril del Grao de Valencia a Turís. 
El gran aporte de esta compañía fue la electrificación de las vías, siendo esta iniciada en 1916 en la línea que comunicaba la estación de puente de Madera con la del Grao finalizando en 1928 con la electrificación de la línea a Liria. La electrificación de las líneas del sur de la ciudad se hizo esperar hasta 1959.

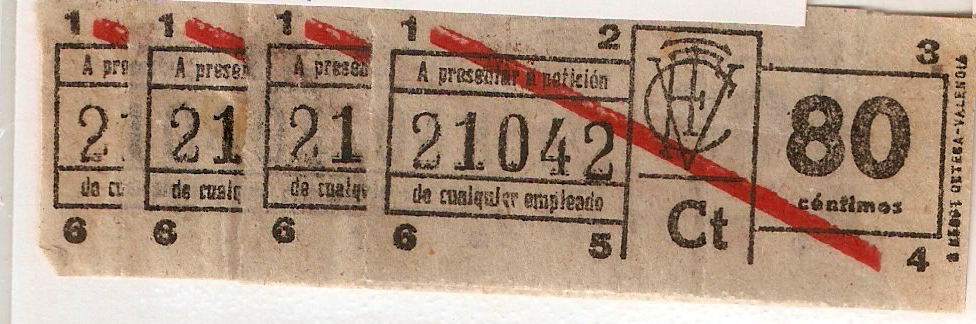
Billete de la CTFV, 1957.

En 1941 CTFV presentó un proyecto  para la unión de las líneas de ferrocarril del norte de la ciudad con las del sur, mediante un túnel que 
discurriría desde la estación de Pont de Fusta a la de Jesús, atravesando el centro de Valencia. Sin embargo, el proyecto fue rechazado por el Ayuntamiento por la necesidad de derribar varios edificios de la calle del Miguelete.
A consecuencia de los gravísimos daños producidos por la Gran riada de Valencia del 14 de octubre de 1957 se cerró definitivamente a la circulación el ramal entre la estación de Jesús y el barrio de Nazaret.
Finalmente y debido a la imposibilidad de hacer frente a las continuas pérdidas económicas la CTFV revirtió de manera anticipada en 1964 sus concesiones de ferrocarril al estado FEVE y las de tranvías y autobuses a la empresa SALTUV.